# Tab Ramos
Tabaré Ramos (Montevideo, Uruguay; 21 de septiembre de 1966), más conocido como Tab Ramos,  es un exfutbolista y entrenador uruguayo nacionalizado estadounidense. Jugó como mediocampista, y pasó por varios clubes en España, México y Estados Unidos.
Actualmente es Segundo entrenador del New England Revolution.

## Biografía
Su padre fue futbolista profesional en Uruguay y le inculcó el amor al fútbol a su hijo desde pequeño. Mientras que vivió en Uruguay, Tab jugó en el club Unión Vecinal. A los 11 años de edad, emigró a Estados Unidos junto a su familia. Arribaron a Nueva Jersey, donde Ramos asistió a la Saint Benedict's Preparatory School, y cinco después adoptó la nacionalidad estadounidense.
Su primer equipo fueron los New Jersey Eagles en 1988. Un año después, pasó por los Miami Sharks. Ambos fueron equipos de la American Soccer League. 
De 1990 a 1995, jugó en dos equipos de la Segunda División de España: el UE Figueres y Real Betis. Después de que el Betis consiguió el ascenso a primera división en 1994, nunca llegar a disputar la máxima división producto de la grave lesión que sufrió durante el Mundial de ese mismo año. Más tarde, fichó a préstamo por el Tigres UANL mientras que esperaba la primera temporada de la Major League Soccer para 1996.
Jugó por los MetroStars desde 1996, y se retiró en 2002 debido a las lesiones. En su paso, fue uno de los más regulares del equipo.

### Trayectoria como entrenador
Años después de retirarse como futbolista profesional, Tab Ramos comenzó a desempeñarse como entrenador adjunto en la selección sub-20 de los Estados Unidos, permaneciendo en este puesto entre 2011 y 2019, cubriendo en ocasiones el puesto de entrenador titular del equipo. Entre los años 2014 y 2016 también ejerció como entrenador adjunto de la selección principal de este país.
Entre 2019 y 2021 fue el entrenador del Houston Dynamo FC de la Major League Soccer, y desde fines de agosto de 2022 fue nombrado entrenador del Hartford Athletic de la misma liga.
En septiembre de 2023 se convierte en segundo entrenador del  New England Revolution.

## Selección nacional
Jugó 81 partidos con la selección estadounidense y anotó 8 goles. Hizo su debut en un amistoso frente a Guatemala en enero de 1988. Disputó tres mundiales, Italia 1990, USA94 y dos encuentros en Francia 1998. Su última participación con la selección fue en noviembre de 2000 frente a Barbados. Participó en otros torneos, en la Copa América 1993 y 1995, jugó dos veces la Copa de Oro de la Concacaf en 1993 y 1996, participó en la Copa Rey Fahd 1992, los Juegos Olímpicos de 1988 y en la Copa Mundial de fútbol sala de la FIFA 1989.

### Lesión en el MundialUSA94
El 4 de julio de 1994 en el Stanford Stadium de San Francisco se disputaba el quinto partido correspondiente a los octavos de final del Campeonato Mundial de Fútbol USA94 donde se enfrentaban la selección de Brasil contra la selección de EE. UU. En el minuto 42 del primer tiempo en la banda derecha de la mitad del campo de Estados Unidos, mientras el balón se encontraba dominado por Tab Ramos, este trató de regatear al defensa izquierdo brasileño Leonardo superándolo, pero perdiendo el dominio del balón en favor del defensa a la vez que agarra la camiseta de este por el torso. El brasileño, retenido por Ramos sin poder avanzar, suelta un violento codazo con el brazo derecho que impacta contra la cara de Ramos cayendo este conmocionado al suelo y sufriendo una grave fractura de cráneo. El árbitro del partido, el francés Joel Quiniou, que presencia la acción con claridad, expulsa de inmediato a Leonardo mostrándole la tarjeta roja directa. La acción puso fin a la andadura de Tab Ramos en el Mundial y resultó en una sanción de cuatro partidos para el brasileño.  Estados Unidos quedó eliminada de la competición cuando Bebeto anotó el gol de la victoria para Brasil.
Ramos permaneció ingresado en el hospital durante varias semanas donde recibió la visita de Leonardo
y la lesión le mantuvo apartado de los terrenos de juego durante varios meses.

## Clubes

### Como jugador
| Club                               | País           | Año       |
| ---------------------------------- | -------------- | --------- |
| New Jersey Eagles                  | Estados Unidos | 1988      |
| Miami Sharks                       | Estados Unidos | 1989      |
| UE Figueres (1990 - 1991) Préstamo | España         | 1990–1991 |
| UE Figueres                        | España         | 1991–1992 |
| Real Betis                         | España         | 1992–1995 |
| Tigres UANL                        | México         | 1995–1996 |
| MetroStars                         | Estados Unidos | 1996–2002 |

### Como entrenador
| Club                                                    | País           | Año           |
| ------------------------------------------------------- | -------------- | ------------- |
| Selección sub-20 de Estados Unidos (entrenador adjunto) | Estados Unidos | 2011–2019     |
| Selección de Estados Unidos (entrenador adjunto)        | Estados Unidos | 2014-2016     |
| Selección sub-20 de Estados Unidos                      | Estados Unidos | 2011-2019     |
| Houston Dynamo                                          | Estados Unidos | 2019-2021     |
| Hartford Athletic                                       | Estados Unidos | 2022-2023     |
| New England Revolution (entrenador adjunto)             | Estados Unidos | 2023-presente |

## Palmarés

### Campeonatos internacionales como entrenador
| Título                           | Club                               | País           | Año  |
| -------------------------------- | ---------------------------------- | -------------- | ---- |
| Campeonato Sub-20 de la Concacaf | Selección Sub-20 de Estados Unidos | Estados Unidos | 2017 |
| Campeonato Sub-20 de la Concacaf | Selección Sub-20 de Estados Unidos | Estados Unidos | 2018 |

### Distinciones individuales
| Distinción                           | Año  |
| ------------------------------------ | ---- |
| Futbolista del Año en Estados Unidos | 1990 |
| National Soccer Hall of Fame         | 2005 |